# Ренат Гайсин
Ренат Жомартулы Гайсин (род. 9 февраля 1979, Гурьев, Казахская ССР, СССР) — казахстанский композитор, музыкальный продюсер и аранжировщик. Заслуженный деятель Республики Казахстан, кавалер ордена «Парасат».

## Биография
Окончил музыкальную школу в городе Гурьев. Продолжил обучение в Музыкальном колледже имени Дины Нурпеисовой, затем — в Казахской национальной консерватории имени Курмангазы в Алматы.

## Творчество
Ренат Гайсин является автором музыки к государственным церемониям, фильмам, театральным постановкам и музыкальным альбомам.

### Музыка к церемониям
- Церемония открытия 7-х Зимних Азиатских Игр (Астана, 2011)
- Театрализованное шоу к 20-летию Независимости Казахстана (Астана, 2011)
- Открытие и закрытие XXVII Всемирной летней Универсиады (Казань, 2013)
- Официальный гимн Национального Олимпийского комитета Казахстана
- Официальный гимн EXPO-2017
- Гимн национальной компании «КТЖ»
- Церемония открытия Всемирных игр кочевников (Астана, 2024)

### Фильмография
- Томирис (2019, реж. Акан Сатаев)
- Жаужүрек мың бала (2012, реж. Акан Сатаев)
- Ағайынды (2009, сериал, реж. Акан Сатаев)
- Хакер (2015, совместное производство Казахстана, США и Канады)
- Келінжан (сериал, 5 сезонов, 2018—2022, Хабар ТВ)
- Ұлы дала таңы (2021)
- и др.

### Музыкальные проекты
- Альбом Батырхана Шукенова — Отан Ана (2002)
- A’Студио — Волны (2010)
- Magic of Nomads — Light (2008)
- Альбом авиакомпании Air Astana (2010, 2014, 2018, 2022)
- Альбом Димаша Кудайбергена (2022)
- Мюзикл Blessing (Великобритания, 2017)
- Балет Call of the Steppe (Astana Opera, 2020)
- Балет Silk Way (Astana Ballet, 2022)

### Международные спектакли и балеты
- When I Come… (Великобритания, 2015)
- Music in my mind (Испания, Марокко)
- The Wall (Великобритания, 2023)
- Семь (Россия, 2019)
- и др.

## Награды
- Орден Парасат
- Заслуженный деятель Республики Казахстан
- Медаль «Халық алғысы»
- Медаль «30 лет Независимости Республики Казахстан»
- Лучший композитор фестиваля «Азия дауысы»
- Лауреат фестиваля «Песня года» (2012, 2014, Москва)
- Победитель фестиваля «Music Fest US» (США, 2017)